# Ice MC
Pour les articles homonymes, voir Ian Campbell et Campbell.
 (mai 2025).
Si vous disposez d'ouvrages ou d'articles de référence ou si vous connaissez des sites web de qualité traitant du thème abordé ici, merci de compléter l'article en donnant les références utiles à sa vérifiabilité et en les liant à la section « Notes et références ».
Ian Collin Campbell, mieux connu sous le nom de scène Ice MC (né le 22 mars 1965 à Nottingham), est un chanteur britannico-jamaïcain. Il est connu pour ses titres de dance des années 1990 Easy, Take Away the Colour, Think About the Way, It's a Rainy Day et Give Me the Light, sortis entre 1989 et 1996. La chanteuse Alexia a interprété le refrain de certaines de ses chansons.
Ice MC est l'un des rois de l'eurodance, style surtout populaire entre 1993 et 1996 et véritable phénomène de société, notamment en France avec le phénomène Dance Machine.

## Biographie

### Débuts
Le chanteur anglo-jamaïcain s'installe au milieu des années 1980 en Italie, à Florence. C'est à cette époque que Ice MC se lance dans la musique. En 1989, il sort le titre Easy, son premier single et sa première collaboration avec le producteur italien Robyx. Cette collaboration durera jusqu'en 1995, le chanteur se fâchera alors avec son producteur et s'exilera en Allemagne. Easy est un succès international ainsi que l'un des premiers succès Dance de l'histoire avec un autre tube, Ride on Time du groupe Black Box. Après ce succès, Ice MC sort un an plus tard le single Scream, sans grand intérêt. Véritable copié-collé de son titre précédent, le succès sera bien moindre. Le chanteur sortira par la suite OK Corall. Encore une fois, le titre ne restera pas dans les annales. Les lendemains du succès de Easy sont donc difficiles. 
Il faut attendre 1990 pour que Ice MC connaisse à nouveau le succès avec le titre Cinema, titre ultra-dansant. Peu après suivra son premier album Cinema qui connaîtra un certain succès. Un deuxième album sort dans l'indifférence la plus totale My World: The Early Songs, deux singles en seront extraits, People et Happy Week-end, deux cuisants échecs.

### Succès
En 1993, après un succès en demi-teinte et une traversée du désert de deux ans, Ice MC sort Take Away the Colour, un nouveau single qui va marquer un tournant dans sa carrière. Ce titre se situe dans la plus pure tradition Eurodance, il suit un schéma précis : boucle mélodique principale et dansante, un passage rap (ou raggadance dans son cas précis), et pour finir un refrain plutôt pop interprété par une voix féminine. Ce titre engagé qui dénonce le racisme sera un des premiers titres dance à suivre ce schéma et connaîtra un bon succès, en plus de faire du chanteur une valeur sûre de la dance.
Ice MC se souvient alors des lendemains difficiles qu'il a connus après ses succès Easy ou Cinema. Il veut donc continuer sur sa lancée et se confirmer sur la scène Dance, d'autant plus que le succès croissant de cette musique en Europe le motive. Robyx, son producteur d'alors, va engager une choriste, Alexia, pour l'accompagner dans ses shows aux quatre coins de l'Europe. Cette rencontre sera décisive pour la carrière d'Ice MC puisque c'est également Alexia qui va assurer les parties vocales de son prochain titre, Think About the Way, attendu par le public et censé confirmer son succès. Ce dernier va aller au-delà de toutes les attentes. Il sera en effet international et permettra à Ice MC de chanter sur les scènes des quatre coins du monde. Ce tube va également lui permette de se retrouver en tête des charts dans de nombreux pays. Le titre, qui signifie « pense à la façon », est encore une fois engagé. Il traite en effet des dangers auquel les hommes se soumettent pour s'amuser et notamment de la drogue. Cette chanson sera également choisie comme bande originale du film culte Trainspotting, traitant de la décadence de la jeunesse ouvrière anglaise des années 1990. Mais les tournées que Ice MC assure finissent par l'épuiser. Par ailleurs, il est finalement assez déçu du milieu superficiel de la dance et pense être le seul à avoir des paroles engagés, d'autant plus que ce sont des années noires pour la jeunesse européenne surtout avec l'épidémie du Sida qui, avec le milieu de la nuit, ne cesse de se développer. Ice MC se dit que l'éveil des consciences ne se fera pas par le biais de l'Eurodance. Il est en manque d'inspiration, mais un drame survenu peu de temps après sa décision d'arrêter la Dance va le faire changer d'avis. Son meilleur ami est froidement assassiné dans les rues de Florence.
Le chanteur a alors besoin de s'exprimer et l'inspiration est à son apogée. Il fait appel à son ancienne choriste Alexia et s'enferme quelques semaines en studio. Très vite, It's a Rainy Day arrive sur les ondes de l'Europe entière. Le titre est tubesque, très sombre, presque gothique (une première dans l'eurodance) et, pour la première fois, Alexia apparaît dans un de ses clips. Le succès est immense. L'album Ice'n'Green suit peu après et est tout aussi engagé : écologisme, Sida, racisme, drogue, pauvreté, situation de l'Afrique, fait très rare dans le milieu de la dance, à l'époque comme aujourd'hui encore.
Fort de ce succès, certains pays voient arriver Russian Roulette en single, toujours avec Alexia au chant et traitant du Sida. Alexia devient également très populaire, fait plutôt rare dans ce milieu, surtout qu'à la base elle tient le rôle de plante verte du projet. Fait encore plus notable, Alexia performe vraiment sur le titre, à la différence de bon nombre de fausses choristes Dance et elle chante même en live lors de nombreux concerts.
En 1995 le titre Megamix voit le jour dans les pays qui n'ont pas eu droit à Russian Roulette, qui sort à la même période. Cela finit d'assoir la popularité du duo. À l'été 1995 Ice MC reprend un de ses propres titres sorti en 1993 Take Away the Colours mais cette fois-ci avec Alexia qui, à l'époque, ne faisait pas partie du succès. Ce titre est une fois de plus un succès. Ice'n'green sera réédité avec ce nouveau titre et le titre Megamix à la même période. En France, le titre Funkin' With You, nouvel extrait de Ice'n'Green sort mais le style se rapproche cette fois du style de ses débuts : pas de choristes (entre-temps Alexia, vu sa popularité acquise avec Ice MC, a été lancé en solo par Robyx) et le titre est même plutôt rap. Le succès sera restreint et ce titre marque la fin de la collaboration du chanteur avec le grand producteur de dance. Ces derniers vont en effet se brouiller, pour d'obscures raisons.
Le chanteur va alors s'exiler en Allemagne, l'autre pays de la dance music, et va travailler sur un quatrième album avec le groupe Masterboy, véritables rois de la dance à cette époque, et une nouvelle choriste va accompagner le chanteur. À l'été 1996, Give Me the light voit le jour. Le titre, qui dénonce la superficialité du monde de la nuit, sera un succès. Peu après sort l'album Dreadatour mais le succès sera moindre que pour le précédent. Peu après un nouveau single Music for Money qui dénonce les musiciens intéressés seulement par l'argent, voit le jour.

### Depuis 1996
L'âge d'or de la dance touche alors à sa fin à la fin 1996. S'ensuivra un long silence. Ice MC tentera un retour en 2004 avec le titre It's a Miracle qui connaitra un petit succès. Musicalement parlant, le titre se rapproche du style de ses débuts mais avec une choriste comme à la grande époque. Un album Cold Skool suivra ainsi qu'un single My World qui passeront tous deux inaperçus.
En 2017, le single en featuring avec Nico Heinz et Max Kuhn ainsi qu'une vidéo officielle sont sortis.
En février 2024, il est sélectionné aux côtés de DJ Jad, Wlady et Corona pour participer à la finale de Una voce per San Marino 2024, la sélection nationale saint-marinaise pour le Concours Eurovision de la chanson 2024.

## Discographie

### Albums studio
- 1990 : Cinema
- 1991 : My World - The Early Songs
- 1994 : Ice'n'Green
- 1995 : Ice'n'Green - The Remix Album
- 1996 : Greatest Hits and Remixes
- 1996 : Dreadatour
- 2004 : Cold Skool

### Singles
- 1989 : Easy
- 1989 : Easy (Attack Remix)
- 1990 : Scream
- 1990 : Scream (The U.S. Remix)
- 1990 : Cinema
- 1990 : OK Corral!
- 1990 : OK Corral! (The Cotton Remixes)
- 1990 : The Megamix
- 1991 : People
- 1991 : People (Remix)
- 1991 : Happy Weekend
- 1991 : Happy Weekend (Remix)
- 1992 : Rainy Days
- 1993 : Take Away the Colour
- 1993 : Take Away the Colour (Remixes)
- 1994 : Think About the Way
- 1994 : Think About the Way (Boom Di Di Boom Remixes)
- 1994 : It's a Rainy Day
- 1994 : It's a Rainy Day (Remixes)
- 1994 : It's A Rainy Day (The Christmas Remix)
- 1995 : Take Away the Colour ('95 Reconstruction)
- 1995 : Ice'n' Mix (Triple set remixes) (Italie)
- 1995 : Megamix (France)
- 1995 : Run Fa Cover (US)
- 1996 : Russian Roulette (Suède)
- 1996 : Funkin' With You (France)
- 1996 : Give Me the Light
- 1996 : Give Me the Light (Remixes)
- 1996 : Music for Money
- 1997 : Let's Take It Easy
- 2004 : It's a Miracle
- 2004 : My World
- 2010 : It's a Rainy Day 2010 (avec André Picar)